# Bataille de Cassville
Guerre de Sécession
La bataille de Cassville, qui se déroule le 18 et 19 mai 1864, oppose l'Union Army, commandée par le major général William Tecumseh Sherman, à l'armée confédérée du Tennessee, dirigée par le général Joseph E. Johnston, dans le cadre de la campagne d'Atlanta de la guerre de Sécession. 
Johnston envisage de porter un coup décisif à une partie des forces de Sherman en engageant deux de ses trois corps d'infanterie, mais son plan est contrarié par l'arrivée inattendue d'une force de l'Union. Au cours de la journée, Johnston se replie sur une position défensive située sur une crête, où il se prépare à faire face à l'attaque. Toutefois, deux de ses commandants de corps signalent que leurs positions sont exposées à un feu d'artillerie en enfilade. À la nuit tombée, Johnston prend la décision de replier son armée au sud de la rivière Etowah afin d'établir une nouvelle ligne de défense.
Au début du mois de mai, la campagne d'Atlanta est lancée, et Sherman entreprend de déloger Johnston de ses positions à Dalton en remportant la bataille de Rocky Face Ridge. Johnston se replie ensuite plus au sud après la bataille de Resaca, et un nouvel affrontement a lieu le 17 mai lors de la bataille d'Adairsville. Profitant de l'étalement des forces de Sherman, Johnston rassemble l'essentiel de son armée à Cassville, tout en faisant croire à son adversaire que les forces confédérées principales se dirigent vers Kingston. Le 19 mai, l'armée de Johnston est massée à Cassville, face à deux des six corps d'infanterie de Sherman. Johnston envisage alors de lancer une attaque en tenaille contre les Fédéraux, mais l'arrivée inattendue de deux divisions de cavalerie de l'Union à l'arrière d'un corps confédéré l'oblige à se replier sur une nouvelle position. Cependant, cette dernière se révélant également vulnérable, Johnston décide finalement d'abandonner la position de Cassville.

## Contexte

### Campagne d'Atlanta

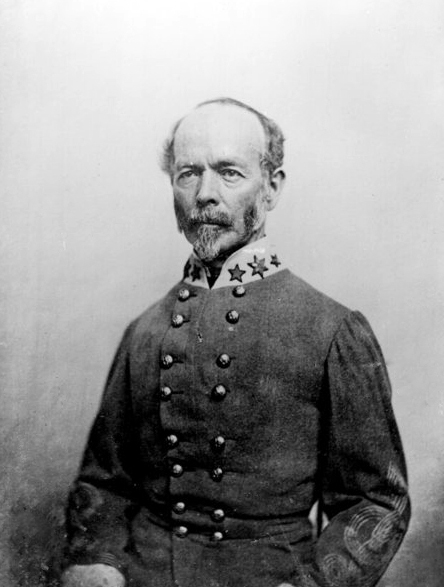
L'armée des États confédérés est sous le commandement du général Joseph E. Johnston.

La campagne d'Atlanta débute par la bataille de Rocky Face Ridge, où les forces de l'Union, dirigées par Sherman, affrontent celles des Confédérés, commandées par Johnston. Selon le plan de Sherman, Thomas et Schofield doivent mener une offensive contre l'extrémité nord de la crête, tandis que les deux corps de McPherson progressent à travers Snake Creek Gap pour menacer Resaca (Géorgie). En raison d'une erreur de la part des Confédérés, les troupes de McPherson traversent le défilé sans rencontrer de résistance. Le 9 mai, McPherson atteint les abords de Resaca, mais hésite et se replie sur une position défensive, tandis que Thomas et Schofield continuent de sonder les défenses confédérées. Sherman ordonne alors à Schofield et à la majeure partie de l'armée de Thomas de se diriger vers Snake Creek Gap pour rejoindre McPherson, ne laissant que le IVe corps d'Howard en travers de la voie ferrée pour maintenir la pression sur les Confédérés. Le 12 mai, Johnston se retire de Rocky Face Ridge et concentre son armée à Resaca, permettant ainsi aux troupes d'Howard d'occuper Dalton, en Géorgie, le lendemain.
À Resaca, Johnston déploie son armée de manière stratégique : le corps de Polk est positionné sur la gauche, le corps de Hardee au centre, tous deux derrière Camp Creek et faisant face à l'ouest, tandis que le corps de Hood occupe une ligne de collines sur l'aile droite, faisant face au nord ; la gauche de Polk s'appuyant sur la rivière Oostanaula. Les forces de Sherman se déploient de manière coordonnée pour attaquer Resaca : McPherson avance à l'est sur l'aile droite, deux corps de Thomas se forment sur la gauche de McPherson, et le corps d'Howard tient l'aile gauche, avec Schofield comblant l'intervalle entre Howard et Thomas. Le XXe corps de Hooker est ultérieurement déplacé pour renforcer l'aile gauche. La bataille de Resaca se déroule les 14 et 15 mai. Le XVe corps de Logan s'empare d'une colline sur la gauche confédérée, tandis que la division d'infanterie de l'Union commandée par le brigadier général Thomas William Sweeny établit une tête de pont sur la rive sud de l'Oostanaula à Lay's Ferry le deuxième jour. Confronté à cette double menace, Johnston évacue Resaca dans la nuit du 15 mai et replie son armée à Calhoun. Les pertes subies à Resaca s'élèvent à environ 4 000 hommes pour l'Union et 3 000 pour les Confédérés, dont 500 à 600 prisonniers.

## Forces en présence

### Union Army

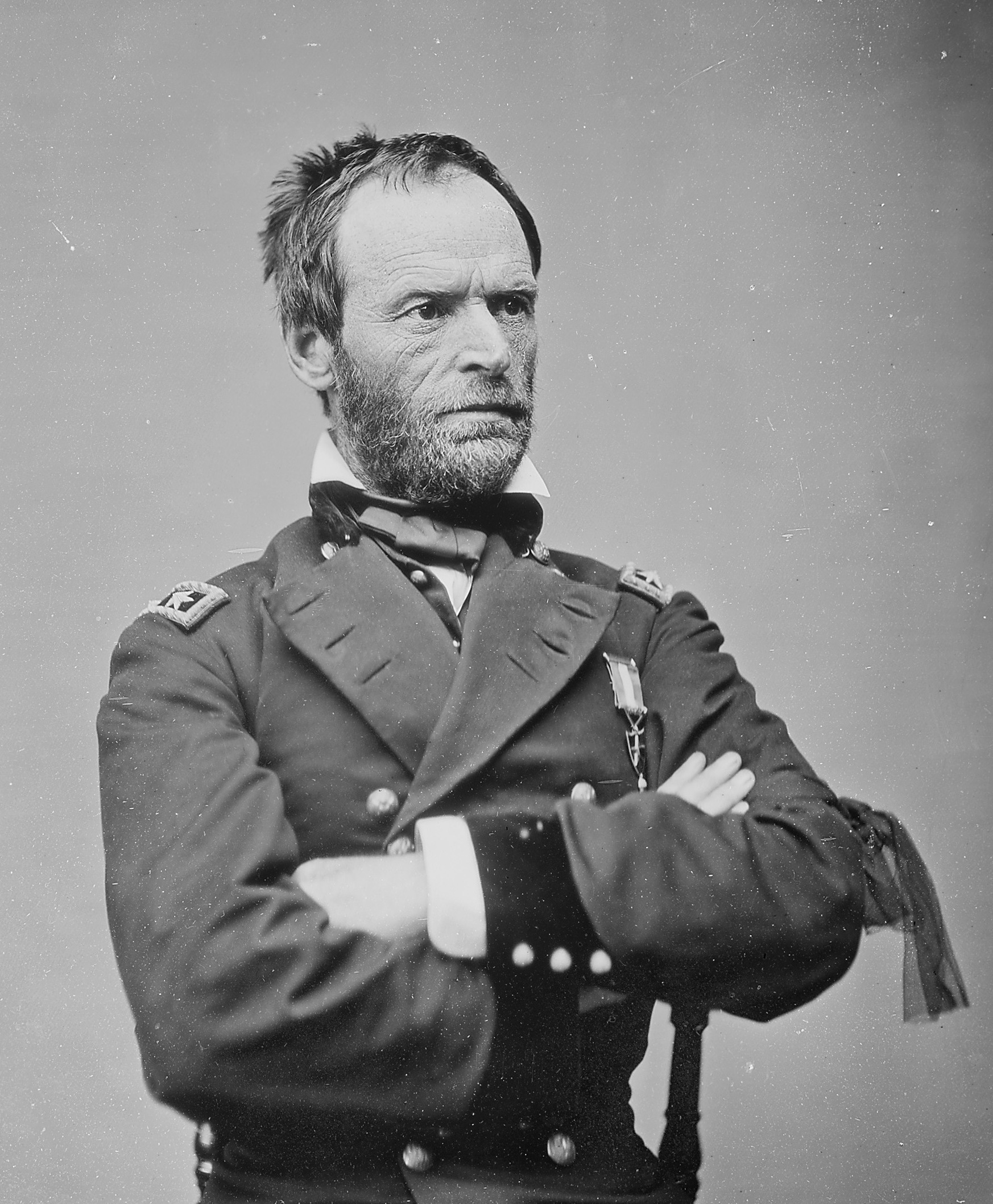
Le major général William Tecumseh Sherman commande les forces de l'Union Army.

Au début du mois de mai 1864, le général Sherman, commandant de la division militaire du Mississippi, rassemble une armée de 110 000 soldats, dont 99 000 sont opérationnels pour la campagne à venir. L'armée de l'Union est équipée de 254 pièces d'artillerie de campagne, comprenant des canons de 12 livres de type Napoléon, des canons rayés Parrott de 10 et 20 livres, ainsi que des canons rayés d'artillerie de 3 pouces. Outre les combattants, l'armée est accompagnée de 25 000 civils, incluant des employés des chemins de fer, des équipes de réparation, des conducteurs de charrettes, du personnel médical et des serviteurs de black camps. Sherman dirige trois armées distinctes. L'armée du Cumberland, sous le commandement du major général George Henry Thomas, compte 60 000 soldats et 130 canons. L'armée du Tennessee, dirigée par le major général James B. McPherson, aligne 25 000 soldats et 96 canons. Enfin, l'armée de l'Ohio, commandée par le major général John McAllister Schofield, comprend 14 000 hommes et 28 canons, selon les informations fournies par le général de brigade Jacob Dolson Cox, l'un des commandants de division de Schofield. Les historiens, tels que Mark M. Boatner III, donnent des chiffres légèrement différents : 63 000 hommes pour l'armée de Thomas, 24 000 pour celle de McPherson et 13 500 pour celle de Schofield. Selon Battles and Leaders, l'effectif total de Sherman se décompose en 88 188 fantassins, 4 460 artilleurs et 6 149 cavaliers, représentant une force effective de 98 797 hommes au 1er mai. 
L'armée de Thomas est structurée autour de plusieurs corps : le IVe corps sous les ordres du major général Oliver Otis Howard, le XIVe corps dirigé par le major général John M. Palmer, et le XXe corps commandé par le major général Joseph Hooker. S'y ajoutent trois divisions de cavalerie menées par les généraux de brigade Edward M. McCook, Kenner Garrard et Judson Kilpatrick. L'armée de McPherson comprend le XVe corps sous la direction du major général John Alexander Logan une partie du XVIe corps sous les ordres du général de brigade Grenville M. Dodge. Le XVIIe corps, dirigé par le major général Francis Preston Blair, Jr., rejoint l'armée le 8 juin. L'armée de Schofield est constituée du XXIIIe corps sous son commandement et d'une division de cavalerie dirigée par le major général George Stoneman. Les effectifs de ces corps varient : le XIVe corps compte 22 000 hommes, les IVe et XXe corps totalisent chacun 20 000 soldats, le XVe corps aligne 11 500 hommes, et les XVIe et XVIIe corps comptent environ 10 000 hommes chacun.

### Armée des États confédérés
L'armée du Tennessee de Johnston est initialement constituée de deux corps d'infanterie, dirigés respectivement par les lieutenants généraux William Joseph Hardee et John Bell Hood, ainsi que d'un corps de cavalerie commandé par le major général Joseph Wheeler. Les divisions des majors généraux Benjamin Franklin Cheatham, Patrick Cleburne, William Henry Talbot Walker et William Brimage Bate sont rattachées au corps de Hardee, tandis que celles des majors généraux Thomas C. Hindman, Carter Littlepage Stevenson et Alexander Peter Stewart font partie du corps de Hood. Au 30 avril, l'armée compte 41 279 fantassins, 8 436 cavaliers et 3 227 artilleurs, qui servent un total de 144 canons. La brigade du général Hugh Weedon Mercer, forte de 2 800 hommes, rejoint l'armée le 2 mai, en provenance de la côte atlantique. Par la suite, l'armée est renforcée par l'arrivée du corps du lieutenant général Leonidas Polk et de la division de cavalerie du brigadier général William H. Jackson, qui formaient précédemment l'armée du Mississippi. Le corps de Polk comprend les divisions des majors généraux William Wing Loring et Samuel Gibbs French, ainsi que celle du brigadier général James Cantey. Les unités de Polk arrivent successivement : la division de Cantey (5 300 hommes) le 7 mai, la division de Loring (5 145 hommes) entre le 10 et le 12 mai, un détachement de la division de French (550 hommes) le 12 mai, la cavalerie de Jackson (4 477 hommes) le 17 mai, et la division de French (4 174 hommes) le 19 mai, selon Battles and Leaders. Environ 8 000 civils apportent leur soutien à l'armée de Johnston.

## Prélude à la bataille
Depuis Resaca, l’Oostanaula s’écoule globalement vers le sud-ouest en direction de Rome, tandis que la rivière Etowah suit un cours vers l’ouest jusqu’à la même ville. À Rome, ces deux rivières confluent pour former la Coosa. Cox indique que, de Resaca jusqu’à la rivière Etowah, le terrain est plus ouvert que dans d’autres régions du nord de la Géorgie. Le chemin de fer Western and Atlantic Railroad se dirige vers le sud en ligne droite depuis Resaca, traversant Calhoun, Adairsville, puis Kingston, où il bifurque vers l’est en direction de Cartersville. Une ligne secondaire part de Kingston vers l’ouest et s’achève à Rome.

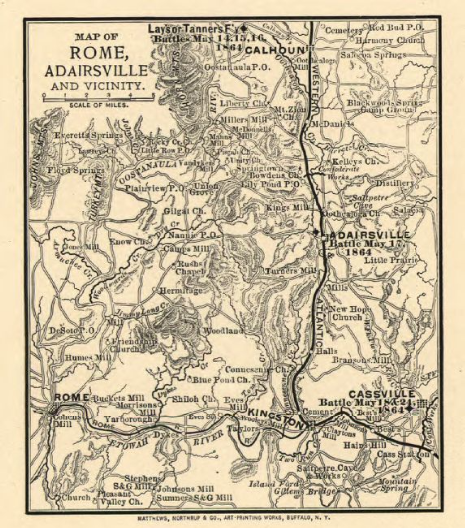
Carte illustrant les localités de Rome, Adairsville, Calhoun, Kingston et Cassville. Le Western and Atlantic Railroad est mis en évidence par un tracé épais.

Après avoir occupé Resaca, Sherman envoie la cavalerie de Garrard vers le sud-ouest en direction de Rome, suivie par une division d’infanterie du XIVe corps, commandée par le brigadier général Jefferson Columbus Davis. Il ordonne à McPherson de franchir l’Oostanaula au niveau de Lay’s Ferry, tandis que Thomas doit traverser la rivière à Resaca avec les IVe et XIVe corps. Les XXe et XXIIIe corps, dirigés respectivement par Hooker et Schofield, progressent vers l’est et traversent la Conasauga à Fite’s Ferry (New Echota). La cavalerie de Kilpatrick précède la colonne centrale de Thomas, tandis que celle de Stoneman prend position sur le flanc gauche de Sherman. Ce dernier estime alors que l’armée de Thomas est désormais à la hauteur de l’ensemble des forces de Johnston. Il adopte une stratégie dans laquelle Thomas constitue l’axe central, chargé de fixer les forces confédérées, pendant que McPherson et Schofield cherchent à en déborder les flancs.
Garrard et Davis forment l’extrême flanc droit de l’armée de l’Union, tandis que la progression de McPherson s’écarte vers l’ouest de la voie ferrée. Les IVe et XIVe corps de Thomas avancent directement le long de la ligne ferroviaire. Les rivières Conasauga et Coosawattee se rejoignent juste à l’est de Resaca pour former l’Oostanaula. Après avoir franchi la Conasauga à Fite’s Ferry, Hooker fait passer son corps sur la rive sud de la Coosawattee par McClure’s Ferry avant 13 h, le 17 mai. Dans la soirée, ses troupes atteignent une position suffisamment proche pour appuyer le corps de Howard. Le corps de Schofield traverse la Coosawattee plus à l’est, au niveau de Field’s Mill. Retardé par la présence du corps de Hooker sur la même route, Schofield ordonne à ses soldats de reprendre la marche à 22 h, le 17 mai, afin de rejoindre les autres unités.

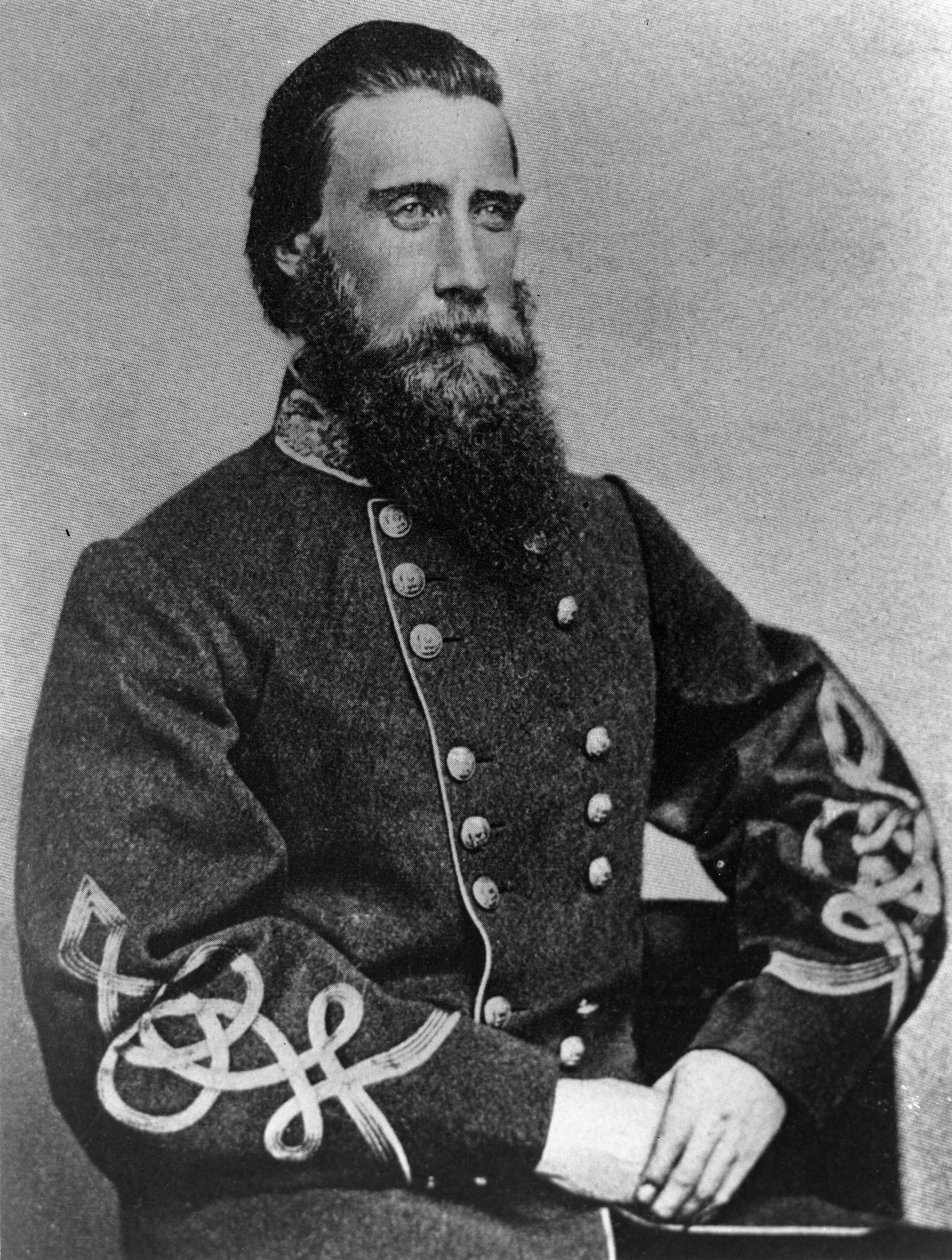
John Bell Hood.

Johnston souhaite livrer bataille dans un secteur où Sherman ne peut pas déborder son armée, plus réduite en effectif. Il recherche une position dont les flancs s’appuient sur un terrain difficile à tourner. Le 16 mai, il fait brièvement halte avec ses troupes à environ 3 km au sud de Calhoun, dans la vallée traversée par l’Oothcaloga Creek. Il constate cependant que le cours d’eau divise son armée de manière peu pratique, et à 1 h du matin, le 17 mai, ses soldats abandonnent la position de Calhoun pour se replier de 11,3 km jusqu’à Adairsville. La cavalerie de Wheeler ralentit la progression du IVe corps de Howard en obligeant les troupes nordistes à se déployer fréquemment. Pressé par Sherman d’accélérer l’allure, Howard ordonne à sa brigade de tête d’attaquer, bien que son commandant, le colonel Francis T. Sherman, affirme faire face à l’infanterie confédérée. Lors de la bataille d'Adairsville, la brigade de F. T. Sherman subit une vive contre-attaque en tombant sur la nouvelle ligne de défense établie par Johnston.
Ce soir-là, Johnston juge que la position d’Adairsville ne se prête pas à une bataille décisive. Il soumet alors un nouveau plan à ses trois commandants de corps et à son chef d’état-major, le major général William W. Mackall. Il ordonne au corps de Hardee, accompagné de la cavalerie, de se replier vers le sud jusqu’à Kingston, afin d’y attirer une partie des forces de l’Union. Parallèlement, les corps de Hood et de Polk doivent se replier au sud-est en direction de Cassville. Depuis Kingston, Hardee doit ensuite marcher rapidement vers l’est pour rejoindre les deux autres corps à Cassville, où les forces confédérées entendent infliger un coup décisif aux unités ennemies les plus proches. Au même moment, le commandant en poste au Mississippi, le lieutenant général Stephen Dill Lee, assure Johnston que le major général Nathan Bedford Forrest, à la tête de 3 500 cavaliers, compte lancer un raid contre la ligne de ravitaillement ferroviaire de Sherman le 20 mai.

## Bataille

### 18 mai 1864

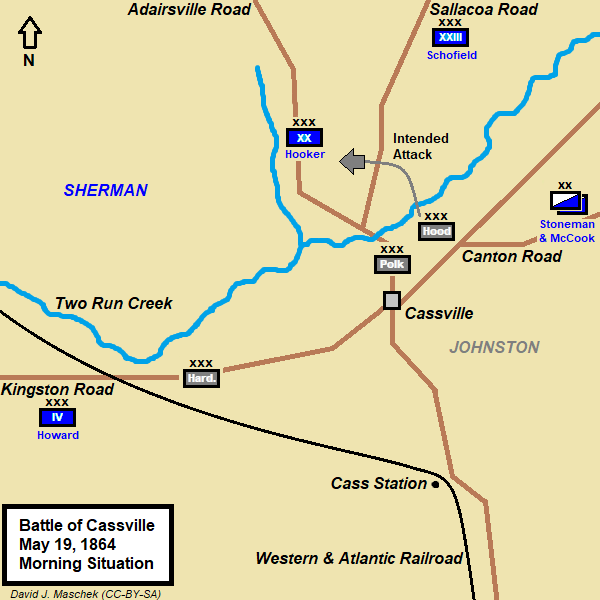
Représentation cartographique du dispositif des troupes lors de la bataille de Cassville, au matin du 18 mai 1864.

Le matin du 18 mai, les troupes de Howard découvrent que les Confédérés ont évacué leurs lignes à Adairsville. Trompé par le stratagème de Johnston, Sherman est convaincu que l’ensemble de l’armée confédérée s’est replié sur Kingston. Il ordonne à toutes ses unités d’infanterie de se concentrer à 6,4 km au nord de Kingston avant la fin de la journée, mais seuls les IVe et XIVe corps de Thomas atteignent cet objectif. McPherson se trouve à 9,7 km de là, Hooker à 16,1 km et Schofield à 29 km. Ce dernier accorde une pause à son corps d’armée dans l’après-midi, après une marche de nuit. La progression de Schofield est également ralentie par le croisement avec la cavalerie de Stoneman, chargée de saboter la voie ferrée à Cartersville. Au cours de la journée, Schofield relève de son commandement le brigadier général Henry Moses Judah, jugé responsable d’un assaut mal mené à Resaca, et le remplace par le brigadier général Milo S. Hascall. De son côté, Hooker signale avoir reçu des informations faisant état de la présence confédérée à Cassville, mais Sherman reste convaincu que Johnston se trouve à Kingston. Le 17 mai, la division de Davis ne parvient pas à s’emparer de Rome, car la division de French, relevant du corps de Polk, traverse alors la ville vers l’est. Le 18 mai, les Confédérés ont quitté Rome, que Davis occupe sans opposition.
Le soir du 18 mai, Johnston a positionné son armée derrière Two Run Creek, au nord et à l’ouest de Cassville. Ce cours d’eau s’écoule vers le sud-ouest, passe au nord de Cassville, puis se dirige vers l’ouest avant de se jeter dans l’Etowah près de Kingston. Le corps de Polk, orienté vers le nord, bloque la route d’Adairsville, avec celui de Hood sur sa droite. Le corps de Hardee couvre la route de Kingston, occupant le flanc gauche, à l’ouest. À ce moment-là, l’armée du Tennessee de Johnston atteint son effectif maximal, estimé entre 70 000 et 74 000 hommes. Ce soir-là, ses trois commandants de corps recommandent d’engager l’attaque contre les forces de l’Union, mais Johnston choisit de ne pas passer à l’action. Le matin du 19 mai, il publie un ordre général annonçant à ses soldats de passer à l’offensive, concluant par ces mots : « Je vous mènerai au combat ». Hood entame alors une marche vers le nord par la route de Sallacoa, avec l’intention de pivoter à gauche pour frapper la colonne de Hooker, en approche par la route d’Adairsville. Johnston ordonne à Polk d’avancer dès que le corps de Hood déclenche l’attaque.
À 10 h 30, alors que Hood s’apprête à lancer une attaque, l’un de ses officiers d’état-major lui signale la présence d’une colonne de cavalerie progressant vers Cassville par la route de Canton, depuis l’est. Hood suspend aussitôt son offensive et informe Johnston de la présence de cavalerie ennemie dans son dos. Peu après, Mackall annonce à Hood qu'une infanterie fédérale approche également de Cassville par l’ouest, et que s’il souhaite attaquer, il doit le faire sans délai. Hood choisit alors de se replier afin de sécuriser la route de Canton. Dans un premier temps, Johnston peine à croire à la présence de troupes fédérales sur cet axe, ses unités de cavalerie ayant récemment rapporté qu’il était vide. Rapidement, il se résigne à ordonner le repli de son armée sur une crête située à environ 800 mètres au sud de Cassville. Les forces de l’Union aperçues sur la route de Canton sont en réalité les cavaliers de Stoneman et de McCook, en mission pour couper la voie ferrée. L’historien Albert E. Castel qualifie cette intervention de « service le plus précieux » rendu par la cavalerie fédérale durant toute la campagne, car elle empêche Hood de mener une attaque potentiellement dévastatrice. La division de tête de Hooker, commandée par le major général Daniel Butterfield, détecte le mouvement de Hood et se retranche en hâte. Une fois Hood retiré, les troupes de Hooker avancent prudemment.

### 19 mai 1864

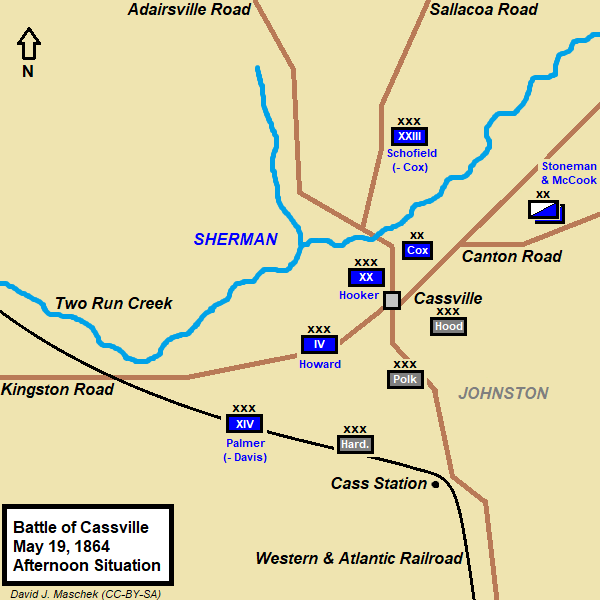
Positionnement des troupes l'après-midi du 19 mai.

Le 19 mai au matin, les forces de l’Union occupent Kingston, ce qui convainc Sherman que l’armée de Johnston s’est repliée au sud de l’Etowah. Sherman ordonne alors au IVe corps de Howard et à la division du XIVe corps du brigadier général Absalom Baird de se diriger vers l’est en direction de Cassville, tandis qu’il envoie McPherson et la division du brigadier général Richard W. Johnson, également du XIVe corps, vers le sud afin de s’emparer des points de passage sur la rivière Etowah. À midi, la division de tête de Howard, en marche vers Cassville depuis l’ouest, se retrouve face au corps de Hardee, déployé en trois lignes de bataille et avançant comme s’il allait attaquer. À la surprise et au soulagement des troupes de Howard, les hommes de Hardee s’arrêtent avant de se replier en direction de Cassville. Johnston choisit personnellement une ligne défensive située sur une crête dominant le terrain environnant de 43 mètres, orientée du sud-ouest au nord-est.
À 15 h, Thomas transmet à Sherman un rapport erroné selon lequel seule une arrière-garde confédérée serait présente à Cassville. En réalité, c’est l’ensemble de l’armée de Johnston qui s’y trouve.

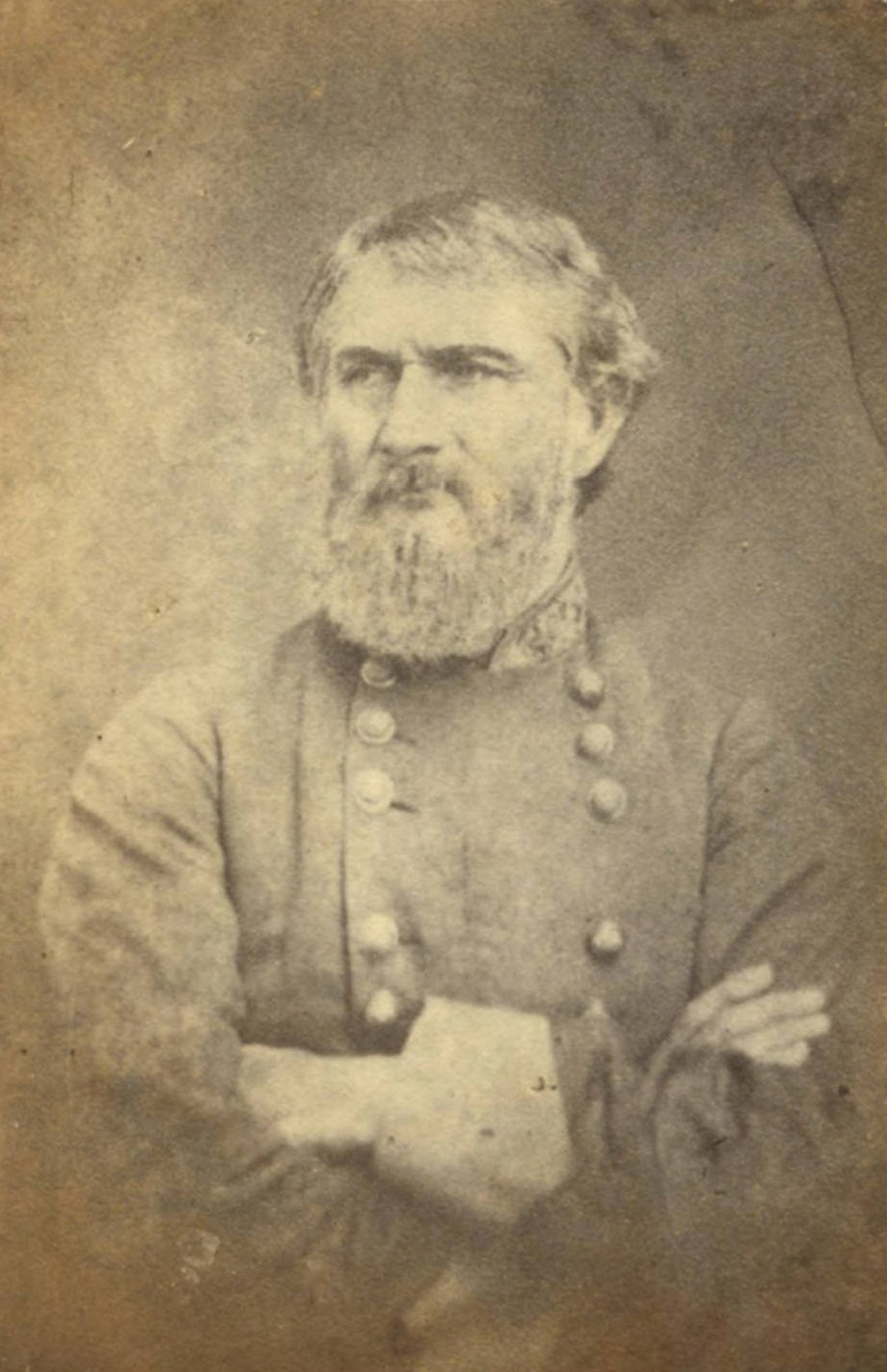
Le général confédéré Leonidas Polk.

À 17 h 30, le XXe corps de Hooker prend position sur la gauche du IVe corps de Howard, bientôt rejoint par la division du XXIIIe corps de Cox, qui progresse par la route de Sallacoa. Sherman, désormais présent sur le terrain, ordonne un bombardement d’artillerie contre les positions confédérées et prévoit de lancer une attaque le lendemain matin si l’ennemi s’y trouve encore. Le chef de l’artillerie sudiste, le brigadier général Francis Asbury Shoup, avertit que les nouvelles lignes défensives sont vulnérables à un pilonnage de l’Union, mais Johnston ignore ses mises en garde. Plus de quarante pièces d’artillerie nordistes ouvrent le feu sur la crête tenue par Johnston, et les inquiétudes de Shoup se confirment rapidement : la division de French subit de lourdes pertes. Les tirs les plus destructeurs proviennent de la Battery B de l’artillerie légère de Pennsylvanie, de la Battery C du 1st Ohio Light Artillery, ainsi que d’une batterie de Cox. Lors d’une réunion avec Johnston à 21 h, Polk déclare que ses troupes ne pourraient tenir leur position plus d’une heure si le bombardement reprenait au matin, tandis que Hood estime que les siennes résisteraient au maximum deux heures.
Craignant que les inquiétudes exprimées par les commandants de corps ne se transmettent à leurs hommes et n’affaiblissent la confiance de l’armée, Johnston cède, bien qu’il estime la position défendable. Selon Hood, dont le récit du conseil diffère de celui de Johnston, lui-même et Polk ont déclaré que la ligne ne peut être tenue face à une attaque, mais qu’elle constitue un bon point de départ pour engager une offensive contre l’ennemi. Johnston, cependant, refuse de risquer une bataille offensive et décide de se replier au-delà de l’Etowah. D’autres raisons motivent également cette décision : Johnston venait de recevoir un message du brigadier général Lawrence Sullivan Ross l’informant que les forces de l’Union se sont emparées du pont Wooley sur l’Etowah ; par ailleurs, le raid prévu par Forrest est annulé afin de faire face à une incursion nordiste dans le Mississippi. Lorsque Hardee arrive au quartier général de Johnston, il apprend avec stupéfaction la décision de repli, et bien qu’il désapprouve, il ne formule aucune objection. L’armée confédérée évacue ses positions entre minuit et deux heures du matin, et les troupes atteignent Carterville à l’aube du 20 mai.

## Conséquences
Au matin, les troupes fédérales constatent que leurs adversaires ont disparu. La ville de Cassville est entièrement pillée par les soldats de l’Union et se retrouve en ruines le soir même. Un soldat nordiste écrit : « Certains de nos soldats sont une honte pour l’armée », tout en affirmant que plus les dirigeants confédérés ressentiront durement les effets de la guerre, plus celle-ci prendra fin rapidement. Sherman, persuadé qu’il n’a affaire qu’à une arrière-garde, ordonne à l’armée de Thomas de camper à Cassville et à celle de McPherson de s’installer à Kingston, tout en envoyant Schofield en poursuite vers Cartersville. Cette manœuvre expose Schofield à une contre-attaque soudaine de l’armée confédérée, mais Johnston ne cherche qu’à faire passer ses troupes sur la rive sud de l’Etowah. À 20 h 45, le 20 mai, le corps de Schofield atteint l’Etowah et découvre que les ponts ferroviaire et routier ont été détruits. L’armée confédérée prend alors position à Allatoona, près d'un défilé du col de Allatoona Pass. C’est là que Johnston reçoit un télégramme du président confédéré Jefferson Davis, furieux qu’il ait abandonné autant de territoire.

## Analyse stratégique
L’historien Stephen M. Hood affirme que Johnston n’est pas tenu de laisser les avis de ses subordonnés primer sur son propre jugement. La décision d’abandonner la position de Cassville relève de la seule responsabilité du commandant sudiste. Albert E. Castel observe qu’à ce stade de la campagne, « Sherman a tenté, en vain, de forcer Johnston au combat, tandis que Johnston a essayé, sans plus de succès, de lui livrer ce combat ». Sherman subit l’inconvénient propre au rôle de poursuivant. Johnston, lui, sait toujours avec précision où il souhaite se replier, tandis que Sherman perd un temps précieux à déterminer la direction empruntée par les forces confédérées. Du 18 au 20 mai, Sherman perd totalement la trace de son adversaire. Dans une lettre adressée à son épouse, il se plaint de ne plus pouvoir manœuvrer aussi rapidement qu’au temps où il ne commandait que 20 000 hommes. Selon l’historien Albert E. Castel, Johnston a orchestré ses retraites avec habileté, ne laissant que très peu de traînards ou de prisonniers derrière lui. Toutefois, en raison de la « grande prudence » de Johnston, les forces de Sherman — bien qu’étalées sur un large front — progressent de l’Oostanaula à l’Etowah en seulement quatre jours, tout en subissant des pertes minimes.

### Note
- (En) Cet article est partiellement ou en totalité issu de l’article de Wikipédia en anglais intitulé « Battle of Cassville » (voir la liste des auteurs).